# 連邦参議院

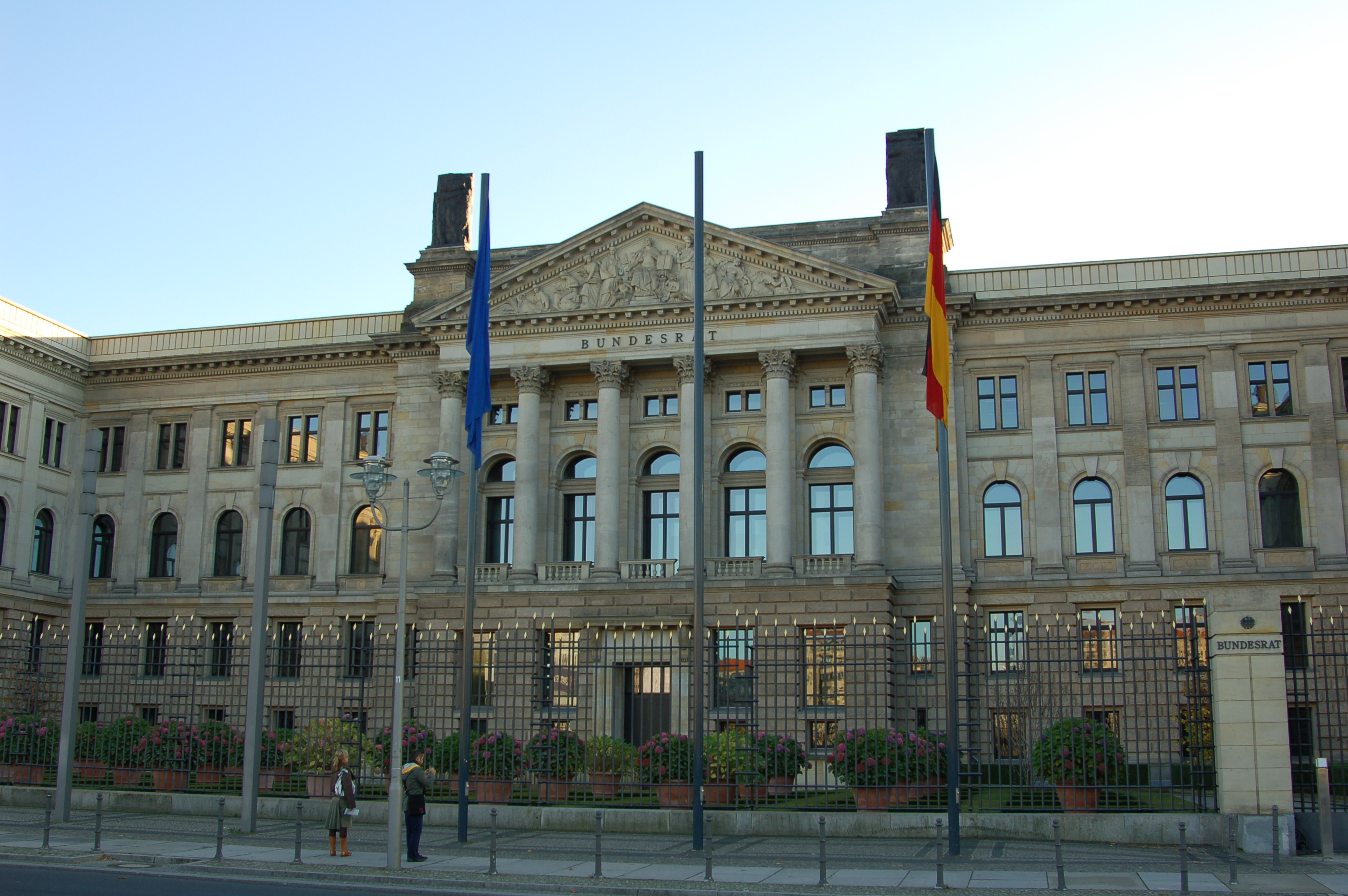
連邦参議院議事堂（旧プロイセン王国貴族院議事堂）

連邦参議院（れんぽうさんぎいん、独: Bundesrat）は、連邦制をとるドイツにおいて16州ある各州政府の意思を連邦政府の政策に反映させる議会である。議員は各州政府から派遣される。
ドイツの上院に相当するが、権限は、州に関連する連邦法案の審議に限定される。

## 概要
ドイツは二院制を採用するが、上院は日本や米国、イタリアの上院とは異なり、議員は選挙で国民から選ばれない。各州政府が人口に応じて決められた議席数の代表者を送り出す（なお、ドイツは州政府も議院内閣制である）。歴史的に中世の諸侯会議に端を発する伝統的な制度である。連邦参議院の発祥は、北ドイツ連邦時代の各領邦の議会そしてドイツ帝国時代の連邦参議院である。
連邦参議院の議事堂は、下院に相当するドイツ連邦議会が置かれているシュプレー河畔の国会議事堂には置かれずに、ライプツィヒ通り(Leipziger Straße)の旧プロイセン王国貴族院議事堂に置かれている。
なお、ドイツ語圏のスイスで Schweizerischer Bundesrat と呼ばれる国家機関がある。立法府が行政府を兼ねるもので、ドイツのそれとは性格を異にする。訳語としては連邦参事会、連邦参議会、連邦評議会が使われる。

## 沿革
- 北ドイツ連邦時代に各連邦構成国の代表者が話し合う議会として「Bundesrat」（連邦参議院）が開設される。
- 1871年に北ドイツ連邦へ南ドイツ諸邦が加入する形で成立したドイツ国においても「Reichstag」と両院制の上院にあたる「Bundesrat」（連邦参議院（英語版、ドイツ語版））として存続する。
- 1919年にヴァイマル共和政に移行した時に「Reichsrat（ライヒスラート・帝国参議院）」と変更。
- 1934年1月30日、ライヒ新構成法（ドイツ語版）によって廃止。
- 1949年にドイツ連邦共和国が成立すると、「Bundesrat（連邦参議院）」と改称し、現在に至る。

## 構成
- 総表決権(議席ではない)：69

- テューリンゲン州:4
- シュレースヴィヒ＝ホルシュタイン州:4
- ザクセン＝アンハルト州:4
- ザクセン州:4
- ザールラント州:3
- ラインラント＝プファルツ州:4
- ノルトライン＝ヴェストファーレン州:6
- ニーダーザクセン州:6
- メクレンブルク＝フォアポンメルン州:3
- ヘッセン州:5
- 自由ハンザ都市ハンブルク:3
- 自由ハンザ都市ブレーメン:3
- ブランデンブルク州:4
- ベルリン市:4
- バイエルン州:6
- バーデン＝ヴュルテンベルク州:6

2021年12月の連邦参議院の構成。色は各州政府の与党を示す。

各州は最低でも3の表決権を有し、人口200万人以上で4、600万以上で5、700万以上で6の表決権を持つ（ドイツ連邦共和国基本法第51条）。
連邦参議院は各州政府の代表者によって構成される。法律上の規定ではないが、通常は各州の首相もしくは閣僚が出席する。したがって、連邦議会のような議員選出のための選挙は行われず、任期という概念も存在しない。審議する法案によって代表者が入れ替わる（たとえば財政法案なら財務大臣が、環境問題なら環境大臣が出席する）ことが普通であり、連邦議会のように定まった議員が存在するわけではない。
本会議場には各州6の座席があるが、表決権は1名の代表者によってその州のすべての議決権が一括して行使される。表決権の分離行使は基本法によって禁止されている。
議長は各州が輪番で担当する。また、連邦参議院議長は連邦大統領が死亡や事故等で職務遂行不能の状態となった時やその職務が任期満了前に終了した場合は、その権限を行使するとされている（ドイツ連邦共和国基本法第57条）。近年においては、ホルスト・ケーラー、クリスティアン・ヴルフと2代続けて任期半ばでの連邦大統領の辞任により、当時の連邦参議院議長だったイェンス・ベールンゼン、ホルスト・ゼーホーファーがそれぞれ新しい連邦大統領選出までの間、その職務権限を行使している。
各州の代表者には、連邦から議員歳費は支給されない。ベルリンにある各州の事務局の運営経費を含め、議会活動にかかる費用はすべて各州の負担である。

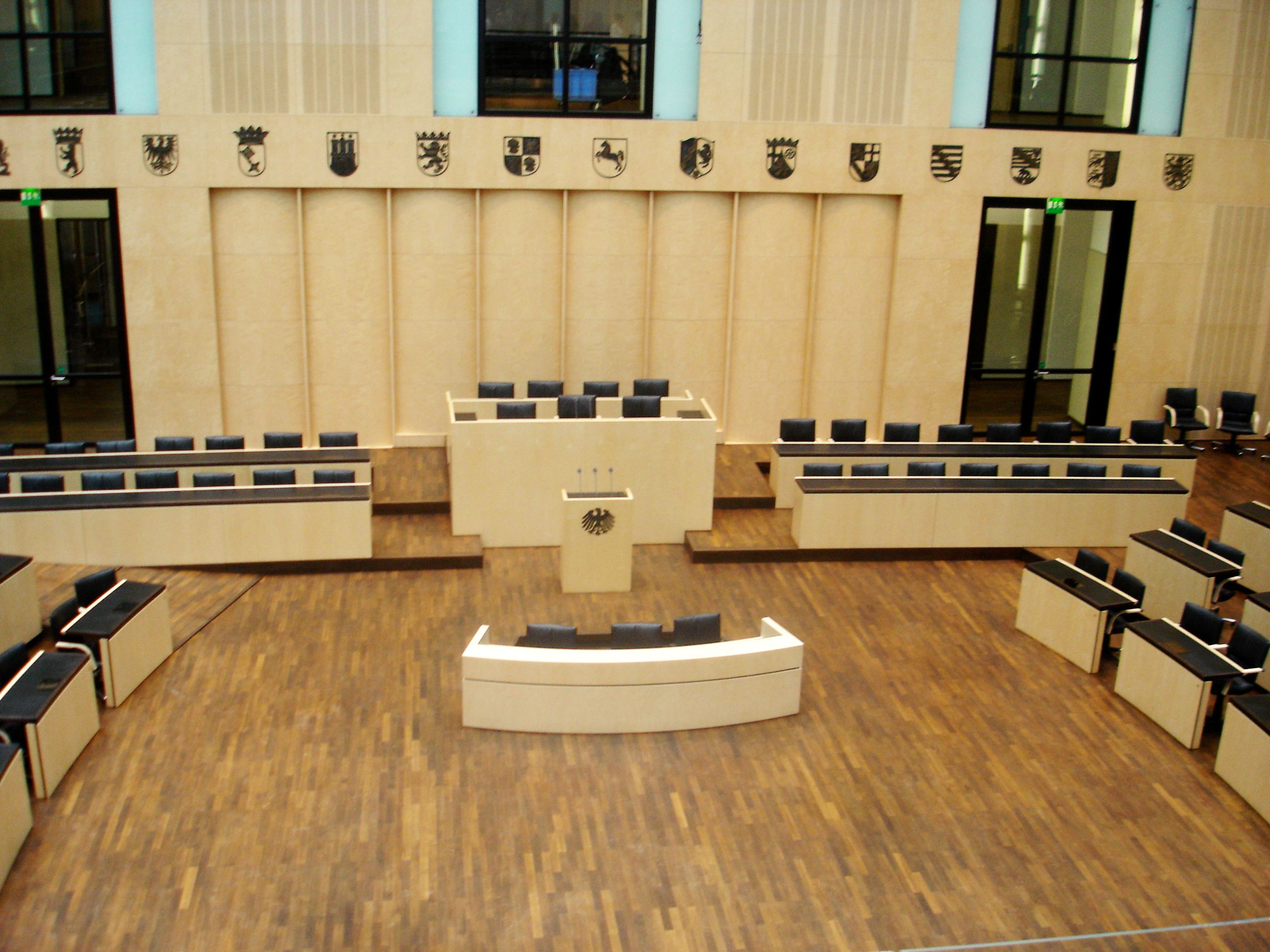
連邦参議院の議場

## 権限
基本法の改正法案、および財政法案を含む州に関する法案の審議と議決をおこなう。ただし、どのような法案が「州に関連する法案」であり「州に関連しない法案」であるかは明確ではなく、「州に関連しない法案」として連邦参議院の審議を経ずに成立した法案が、憲法裁判所によって「州に関連する法案」だったとして効力を失ったことも実際にある。通常、連邦参議院の審議と議決を必要とする法案は、全体の半数程度である。